# Блюментрост, Лаврентий Алферьевич
Лавре́нтий Алфе́рьевич Блюментро́ст (нем. Laurentius Blumentrost, 1619, Саксония—1705, Москва) — государственный деятель, ведущий специалист по медицине допетровского времени, реформатор и организатор Аптекарского приказа.

## Биография
Л. Блюментрост родился в Саксонии в 1619 году. Обучался медицине в университетах Лейпцига и Йены. В 1648 году был удостоен докторской степени за диссертацию о цинге. Служил лейб-медиком саксонского курфюрста.
Приглашён в Россию в качестве лейб-медика ко двору царя Алексея Михайловича. Приехал в Москву в 1668 году, на новом месте он продуктивно трудился в коллективе иностранцев-единомышленников, среди которых был, в частности, Лаврентий Рингубер.
При царском дворе Блументрост показал себя с наилучшей стороны и верной долголетней службой снискал милости трёх государей, царствовавших последовательно; через удачную же частную практику в кругу знати он вошёл в такую славу, что, по свидетельству Рихтера, истлевающие его рецепты впоследствии хранились, словно драгоценность, переходя между пациентами от отца к сыну. При стрелецком возмущении (в 1682 г.) царевна Софья, опасаясь, чтобы Блументрост не подвергся той же печальной участи, что доктора Гутменш и Гаден, назвала его своим врачом и тем спасла ему жизнь. Приветливый и скромный в обращении, Блументрост пользовался большим влиянием на дела лютеранской московской общины и выступил даже с особым проектом церковного устройства, а в последние годы жизни славился как грозный экзаменатор для врачей, искавших поступить в русскую службу.
Сотрудничая с иезуитской миссией в Москве, оказывал содействие французскому дипломату под «польским» флагом де ла Нёвиллю в проведении тайных встреч с гетманом И. С. Мазепой.
По мнению современников:

…он был одним из тех, для которых Россия стала второй родиной. 

…много сделал полезного для организации работы и развития российской медицины.

Лаврентий Блюментрост 37 лет прожил в Москве и умер в возрасте 86 лет. Погребён при лютеранской церкви свв. Петра и Павла в Немецкой слободе.
Династию продолжили сыновья, родившиеся в Москве:
- Христиан Блюментрост — с 1687 года состоял на русской придворной службе в качестве врача для великих княжон,
- Иван Блюментрост,
- Лаврентий Блюментрост

Они оставили заметный след в истории российской медицины.